# مارتي آدامز
مارتي آدامز (بالإنجليزية: Marty Adams)‏ (و. 1981  م) هو ممثل، وكاتب كندي.

## وصلات خارجية
- مارتي آدامز على موقع IMDb (الإنجليزية)
- مارتي آدامز على موقع قاعدة بيانات الفيلم (الإنجليزية)

- مارتي آدامز في قاعدة بيانات الأفلام على الإنترنت